# Системный аналитик
Системный аналитик — в широком смысле — специалист по решению сложных организационно-технических проблем, имеющих междисциплинарную природу, использующий принципы общей теории систем и методы системного анализа.
В узком смысле в сфере информационных технологий данный термин используется для обозначения профессиональной роли и профессии, ответственной за анализ потребностей пользователей на предмет возможности их удовлетворения посредством функций соответствующей информационной системы. Также его называют «постановщик задач». Основным продуктом такого системного аналитика являются организационно-технические решения, оформляемые как техническое задание на систему или программное обеспечение.
В целом термин не имеет устойчивой трактовки и в организациях различного класса (научных, исследовательских, коммерческих) он получает несколько различную смысловую нагрузку. В некоторых организациях его понимают как специалиста широкого профиля, способного искать решения нетривиальных, многоаспектных задач, в других — как специалиста по описанию правил организации деятельности (бизнес-аналитика, методолога), в третьих — как технического специалиста высокой квалификации, способного ставить задачу проектно-производственным командам.

## Рынок труда
Вакансии системного аналитика в сфере информационных технологий можно встретить в организациях трёх типов:
1. IT-компании, занимающиеся системной интеграцией и заказной разработкой (так называемый аутсорсинг);
2. Не-IT-компании, ведущие разработку и доработку IT-систем силами собственных специализированных подразделений (так называемая inhouse-разработка) или силами сторонней организации (аутсорсинг);
3. Продуктовые IT-компании, занятые созданием IT-продуктов для открытого рынка.

## Основные роли
1. Роль «Аналитик требований»: Разработка технических требований
  - Выявление и сбор требований из различных источников
  - Систематизация требований
  - Проверка требований на полноту.
  - Проверка на непротиворечивость требований.
  - Анализ требований для контроля их качества
  - Документирование требований в документах или специализированных системах
  - Согласование требований с заинтересованными лицами
  - Обработка запросов на изменение требований к системе
2. Роль «Коммуникатор»:
  - Организация, модерирование и протоколирование совещаний и мозговых штурмов

## Возможные роли
1. Роль «Технический писатель»:
  - Оформление предпроектной документации в формате Концепции системы, Технического задания на создание/развитие системы
2. Роль «Бизнес-аналитик»: Построение моделей деятельности объекта
  - Изучение устройства и функционирования текущей системы
  - Выявление и изучение существующих в данной области правил и ограничений
  - Построение структурных моделей области деятельности (моделей предметной области, описаний организационных структур)
  - Построение функциональных моделей деятельности (описаний бизнес-процессов, потоков данных)
  - Анализ организации деятельности с целью выявления мест, нуждающихся в улучшении
  - Анализ показателей эффективности деятельности
3. Роль «Бизнес-архитектор»: Проектирование целевой деятельности
  - Построение целевой модели деятельности (бизнес-процессов)
  - Разработка систем правил (регламентов) выполнения деятельности
  - Определение и декомпозиция (при необходимости) процессов, подпроцессов и функций, подлежащих автоматизации
4. Роль «Системный архитектор»: Разработка технической части концепции (создания системы)
  - Разработка вариантов концептуальной архитектуры системы
  - Определение места системы в линейке продуктов компании, порядка взаимодействия с собственными и сторонними продуктами
  - Определение элементов архитектуры системы
  - Разработка логической модели данных
  - Разработка технико-экономического обоснования выбранного варианта концепции